# John Dodds
John McDonald Dodds (10 de janeiro de 1907) foi um futebolista escocês que fez parte da Seleção Britânica de Futebol nos Jogos Olímpicos de Verão de 1936. Dodds jogou no Queen's Park.